# Kirgizisztán a 2000. évi nyári olimpiai játékokon
Kirgizisztán az ausztráliai Sydneyben megrendezett 2000. évi nyári olimpiai játékok egyik részt vevő nemzete volt. Az országot az olimpián 9 sportágban 48 sportoló képviselte, akik összesen 1 érmet szereztek.

## Érmesek
| Érem  | Versenyző       | Sportág   | Versenyszám   |
| ----- | --------------- | --------- | ------------- |
| Bronz | Ajdin Szmagulov | Cselgáncs | Férfi légsúly |

## Atlétika
Férfi
| Versenyző           | Versenyszám | Eredmény | Helyezés |
| ------------------- | ----------- | -------- | -------- |
| Nazirgyin Alikbekov | Maraton     | 2:31:26  | 70.      |

| Versenyző        | Versenyszám   | Selejtező             | Selejtező             | Döntő    | Döntő    |
| Versenyző        | Versenyszám   | Eredmény              | Helyezés              | Eredmény | Helyezés |
| ---------------- | ------------- | --------------------- | --------------------- | -------- | -------- |
| Nyikolaj Davidov | Kalapácsvetés | érvényes dobás nélkül | érvényes dobás nélkül | kiesett  | kiesett  |
| Dmitrij Snajder  | Gerelyhajítás | 66,40 m               | 35.                   | kiesett  | kiesett  |

Női
| Versenyző       | Versenyszám | Előfutam | Előfutam | Előfutam | Negyeddöntő | Negyeddöntő | Negyeddöntő | Elődöntő | Elődöntő | Elődöntő | Döntő   | Döntő    |
| Versenyző       | Versenyszám | Idő      | Hely.    | Össz.    | Idő         | Hely.       | Össz.       | Idő      | Hely.    | Össz.    | Idő     | Helyezés |
| --------------- | ----------- | -------- | -------- | -------- | ----------- | ----------- | ----------- | -------- | -------- | -------- | ------- | -------- |
| Okszana Lunyeva | 400 m       | 54,98    | 6.       | 46.      | kiesett     | kiesett     | kiesett     | kiesett  | kiesett  | kiesett  | kiesett | kiesett  |
| Irina Bogacseva | Maraton     |          |          |          |             |             |             |          |          |          | 2:29:55 | 14.      |

| Versenyző            | Versenyszám   | Selejtező                | Selejtező                | Döntő    | Döntő    |
| Versenyző            | Versenyszám   | Eredmény                 | Helyezés                 | Eredmény | Helyezés |
| -------------------- | ------------- | ------------------------ | ------------------------ | -------- | -------- |
| Tatyjana Jefimenko   | Magasugrás    | érvényes kísérlet nélkül | érvényes kísérlet nélkül | kiesett  | kiesett  |
| Jelena Bobrovszkaja  | Távolugrás    | 619 cm                   | 30.                      | kiesett  | kiesett  |
| Tatyjana Szudarikova | Gerelyhajítás | 48,33 m                  | 35.                      | kiesett  | kiesett  |

## Birkózás
Kötöttfogású
| Versenyző           | Versenyszám | Csoportkör | Csoportkör | Negyeddöntő       | Elődöntő          | Bronz- mérkőzés   | Döntő             | Helyezés |
| Versenyző           | Versenyszám | Ellenfél Eredmény                                                                                              | Hely.      | Ellenfél Eredmény | Ellenfél Eredmény | Ellenfél Eredmény | Ellenfél Eredmény | Helyezés |
| ------------------- | ----------- | --- | ---------- | ----------------- | ----------------- | ----------------- | ----------------- | -------- |
| Uran Kalilov        | 54 kg       | 5. csoport · Andrij Kalasnikov (UKR) · 0-3 · Mohamed Moustafa Abou Elea (EGY) · 3-1 · Steven Mays (USA) · 10-0 | 2.         | kiesett           | kiesett           | kiesett           | kiesett           | 8.       |
| Raatbek Szanatbajev | 85 kg       | 4. csoport · Mukhran Vakht'angadze (GEO) · 1-2 · Toomas Proovel (EST) · 2-4                                    | 3.         | kiesett           | kiesett           | kiesett           | kiesett           | 15.      |

Szabadfogású
| Versenyző               | Versenyszám | Csoportkör                                                                                                 | Csoportkör | Negyeddöntő       | Elődöntő          | Bronz- mérkőzés   | Döntő             | Helyezés |
| Versenyző               | Versenyszám | Ellenfél Eredmény                                                                                          | Hely.      | Ellenfél Eredmény | Ellenfél Eredmény | Ellenfél Eredmény | Ellenfél Eredmény | Helyezés |
| ----------------------- | ----------- | --- | ---------- | ----------------- | ----------------- | ----------------- | ----------------- | -------- |
| Nurgyin Donbajev        | 54 kg       | 4. csoport · German Kontojev (BLR) · 5-2 · Wilfredo García (CUB) · 1-4                                     | 2.         | kiesett           | kiesett           | kiesett           | kiesett           | 11.      |
| Makszat Boburbekov      | 63 kg       | 4. csoport · Arsak Hajrapetjan (ARM) · 2-6 · Mikalaj Szavin (BLR) · 1-4                                    | 3.         | kiesett           | kiesett           | kiesett           | kiesett           | 16.      |
| Almaz Aszkarov          | 69 kg       | 6. csoport · Szjarhej Dzemcsanka (BLR) · 0-3 · Cameron Johnston (AUS) · 10-0 · Ruszlan Velijev (KAZ) · 3-1 | 2.         | kiesett           | kiesett           | kiesett           | kiesett           | 8.       |
| Alekszandr Kovalevszkij | 130 kg      | 2. csoport · Aljakszej Mjadzvedzev (BLR) · 2-3 · Chen Xingqiang (CHN) · 4-2                                | 2.         | kiesett           | kiesett           | kiesett           | kiesett           | 8.       |

## Cselgáncs
Férfi
| Versenyző        | Versenyszám  | Selejtező                       | 32-es főtábla                   | Nyolcaddöntő                    | Negyeddöntő       | Elődöntő          | Vigaszág első kör                          | Vigaszág negyeddöntő                      | Vigaszág elődöntő                     | Bronz- mérkőzés                     | Döntő             | Helyezés    |
| Versenyző        | Versenyszám  | Ellenfél Eredmény               | Ellenfél Eredmény               | Ellenfél Eredmény               | Ellenfél Eredmény | Ellenfél Eredmény | Ellenfél Eredmény                          | Ellenfél Eredmény                         | Ellenfél Eredmény                     | Ellenfél Eredmény                   | Ellenfél Eredmény | Helyezés    |
| ---------------- | ------------ | ------------------------------- | ------------------------------- | ------------------------------- | ----------------- | ----------------- | ------------------------------------------ | ----------------------------------------- | ------------------------------------- | ----------------------------------- | ----------------- | ----------- |
| Ajdin Szmagulov  | Légsúly      | erőnyerő                        | Jorge Lencina (ARG) · 1001-0001 | Manolo Poulot (CUB) · 0010-1000 |                   |                   | Jevgenyij Sztanyev (RUS) · 1010-0000       | Gheorghe Kurgheleasvili (MDA) · 1101-0002 | Brandan Greczkowski (USA) · 0200-0001 | Alisher Mukhtarov (UZB) · 1011-0001 |                   |             |
| Szagdat Szadikov | Könnyűsúly   | Cshö Jongszin (KOR) · 0000-1001 |                                 |                                 |                   |                   | selejtező: · Jimmy Pedro (USA) · 0001-1101 | kiesett                                   | kiesett                               | kiesett                             |                   | 17.         |
| Vagyim Szergejev | Félnehézsúly | Ato Hand (USA) · 0010-1000      | kiesett                         | kiesett                         | kiesett           | kiesett           |                                            |                                           |                                       |                                     |                   | helyezetlen |

Női
| Versenyző        | Versenyszám | Selejtező                     | Nyolcaddöntő                 | Negyeddöntő       | Elődöntő          | Vigaszág első kör | Vigaszág negyeddöntő                | Vigaszág elődöntő | Bronz- mérkőzés   | Döntő             | Helyezés    |
| Versenyző        | Versenyszám | Ellenfél Eredmény             | Ellenfél Eredmény            | Ellenfél Eredmény | Ellenfél Eredmény | Ellenfél Eredmény | Ellenfél Eredmény                   | Ellenfél Eredmény | Ellenfél Eredmény | Ellenfél Eredmény | Helyezés    |
| ---------------- | ----------- | ----------------------------- | ---------------------------- | ----------------- | ----------------- | ----------------- | ----------------------------------- | ----------------- | ----------------- | ----------------- | ----------- |
| Natalja Kuligina | Légsúly     | Vicki Dunn (GBR) · 0002-0011  | kiesett                      | kiesett           | kiesett           |                   |                                     |                   |                   |                   | helyezetlen |
| Olga Artamonova  | Váltósúly   | Carly Dixon (AUS) · 1000-0000 | Li Shufang (CHN) · 0001-0110 |                   |                   |                   | Gella Vandecaveye (BEL) · 0000-1100 | kiesett           | kiesett           |                   | 9.          |

## Kerékpározás

### Országúti kerékpározás
Férfi
| Versenyző        | Versenyszám   | Idő                     | Helyezés      |
| ---------------- | ------------- | ----------------------- | ------------- |
| Jevgenyij Vakker | Mezőnyverseny | nem ért célba           | nem ért célba |
| Jevgenyij Vakker | Időfutam      | 1:00:21,925 (+2:41,505) | 17.           |

## Ökölvívás
| Versenyző             | Versenyszám   | Selejtező                            | Nyolcaddöntő                    | Negyeddöntő                     | Elődöntő          | Döntő             | Helyezés |
| Versenyző             | Versenyszám   | Ellenfél Eredmény                    | Ellenfél Eredmény               | Ellenfél Eredmény               | Ellenfél Eredmény | Ellenfél Eredmény | Helyezés |
| --------------------- | ------------- | ------------------------------------ | ------------------------------- | ------------------------------- | ----------------- | ----------------- | -------- |
| Taalajbek Kadiralijev | Harmatsúly    | Herman Ngoudjo (CMR) · RSC           | Clarence Vinson (USA) · 7-12    | kiesett                         | kiesett           | kiesett           | 9.       |
| Almazbek Raimkulov    | Könnyűsúly    | Tümentsetsegiin Üitümen (MGL) · 15-4 | José Leonardo Cruz (COL) · 12-2 | Cristian Bejarano (MEX) · 12-14 | kiesett           | kiesett           | 8.       |
| Nurbek Kaszenov       | Nagyváltósúly | Hely Yánes (VEN) · 12-20             | kiesett                         | kiesett                         | kiesett           | kiesett           | 17.      |
| Vlagyiszlav Viziltyer | Középsúly     | erőnyerő                             | Erdei Zsolt (HUN) · 2-17        | kiesett                         | kiesett           | kiesett           | 9.       |
| Alekszej Katulevszkij | Félnehézsúly  | George Olwande Odindo (KEN) · 11-2   | John Dovi (FRA) · 8-23          | kiesett                         | kiesett           | kiesett           | 9.       |

RSC - a játékvezető megállította a mérkőzést

## Sportlövészet
Férfi
| Versenyző        | Versenyszám           | Selejtező | Selejtező | Döntő   | Döntő    |
| Versenyző        | Versenyszám           | Pont      | Helyezés  | Pont    | Helyezés |
| ---------------- | --------------------- | --------- | --------- | ------- | -------- |
| Jurij Melentyjev | Légpisztoly           | 576       | 17.**     | kiesett | kiesett  |
| Jurij Melentyjev | Szabadpisztoly        | 542       | 34.*      | kiesett | kiesett  |
| Jurij Lomov      | Légpuska              | 589       | 15.**     | kiesett | kiesett  |
| Jurij Lomov      | Sportpuska, fekvő     | 589       | 35.**     | kiesett | kiesett  |
| Jurij Lomov      | Sportpuska, összetett | 1147      | 35.       | kiesett | kiesett  |

* - egy másik versenyzővel azonos eredményt ért el

** - két másik versenyzővel azonos eredményt ért el

## Súlyemelés
Férfi
| Versenyző     | Versenyszám | Szakítás | Szakítás | Lökés    | Lökés    | Összesen | Helyezés |
| Versenyző     | Versenyszám | Eredmény | Helyezés | Eredmény | Helyezés | Összesen | Helyezés |
| ------------- | ----------- | -------- | -------- | -------- | -------- | -------- | -------- |
| Mital Saripov | 85 kg       | 155,0    | 15.*     | 190,0    | 16.      | 345,0    | 16.      |
| Bakit Ahmetov | 94 kg       | 175,0    | 10.*     | 192,5    | 18.      | 367,5    | 15.      |

* - egy másik versenyzővel azonos eredményt ért el

## Úszás
Férfi
| Versenyző                                                              | Versenyszám            | Előfutam | Előfutam | Előfutam | Elődöntő | Elődöntő | Elődöntő | Döntő   | Döntő    |
| Versenyző                                                              | Versenyszám            | Idő      | Hely.    | Össz.    | Idő      | Hely.    | Össz.    | Idő     | Helyezés |
| ---------------------------------------------------------------------- | ---------------------- | -------- | -------- | -------- | -------- | -------- | -------- | ------- | -------- |
| Szergej Asihmin                                                        | 50 m gyors             | 23,53    | 2.       | 41.      | kiesett  | kiesett  | kiesett  | kiesett | kiesett  |
| Szergej Asihmin                                                        | 100 m gyors            | 51,28    | 3.*      | 34.*     | kiesett  | kiesett  | kiesett  | kiesett | kiesett  |
| Dmitrij Kuzmin                                                         | 200 m gyors            | 1:52,93  | 5.       | 28.      | kiesett  | kiesett  | kiesett  | kiesett | kiesett  |
| Ivan Ivanov                                                            | 400 m gyors            | 4:09,33  | 5.       | 45.      |          |          |          | kiesett | kiesett  |
| Ivan Ivanov                                                            | 1500 m gyors           | kizárták | kizárták | kizárták |          |          |          | kiesett | kiesett  |
| Szergej Asihmin Dmitrij Kuzmin Alekszej Pavlov Konsztantyin Uskov      | 4 × 100 m gyorsváltó   | 3:25,03  | 8.       | 20.      |          |          |          | kiesett | kiesett  |
| Ivan Ivanov Dmitrij Kuzmin Andrej Pakin Alekszandr Silin               | 4 × 200 m gyorsváltó   | kizárták | kizárták | kizárták |          |          |          | kiesett | kiesett  |
| Konsztantyin Prjadkin                                                  | 100 m hát              | 59,86    | 7.       | 49.      | kiesett  | kiesett  | kiesett  | kiesett | kiesett  |
| Alekszandr Jegorov                                                     | 200 m hát              | 2:13,86  | 6.       | 44.      | kiesett  | kiesett  | kiesett  | kiesett | kiesett  |
| Jevgenyij Petrasov                                                     | 100 m mell             | 1:07,32  | 8.       | 59.      | kiesett  | kiesett  | kiesett  | kiesett | kiesett  |
| Alekszandr Tkacsev                                                     | 200 m mell             | 2:15,63  | 1.       | 15.      | 2:16,90  | 8.       | 16.      | kiesett | kiesett  |
| Konsztantyin Uskov                                                     | 100 m pillangó         | 55,25    | 2.       | 35.      | kiesett  | kiesett  | kiesett  | kiesett | kiesett  |
| Konsztantyin Andrjusin                                                 | 200 m pillangó         | 2:04,86  | 7.       | 41.      | kiesett  | kiesett  | kiesett  | kiesett | kiesett  |
| Andrej Pakin                                                           | 200 m vegyes           | 2:07,88  | 1.       | 40.      | kiesett  | kiesett  | kiesett  | kiesett | kiesett  |
| Szergej Asihmin Alekszandr Silin Alekszandr Tkacsev Konsztantyin Uskov | 4 × 100 m vegyes váltó | 3:46,70  | 7.       | 19.      |          |          |          | kiesett | kiesett  |

Női
| Versenyző                                                                        | Versenyszám          | Előfutam | Előfutam | Előfutam | Elődöntő | Elődöntő | Elődöntő | Döntő   | Döntő    |
| Versenyző                                                                        | Versenyszám          | Idő      | Hely.    | Össz.    | Idő      | Hely.    | Össz.    | Idő     | Helyezés |
| -------------------------------------------------------------------------------- | -------------------- | -------- | -------- | -------- | -------- | -------- | -------- | ------- | -------- |
| Jekatyerina Tocsenaja                                                            | 50 m gyors           | 26,88    | 1.       | 41.*     | kiesett  | kiesett  | kiesett  | kiesett | kiesett  |
| Jekatyerina Tocsenaja                                                            | 100 m gyors          | 58,80    | 6.       | 43.      | kiesett  | kiesett  | kiesett  | kiesett | kiesett  |
| Anna Korsikova                                                                   | 200 m gyors          | 2:08,08  | 4.       | 35.      | kiesett  | kiesett  | kiesett  | kiesett | kiesett  |
| Natalja Korabelnyikova                                                           | 400 m gyors          | 4:24,29  | 5.       | 35.      |          |          |          | kiesett | kiesett  |
| Natalja Korabelnyikova Anna Korsikova Anzselika Szolovjova Jekatyerina Tocsenaja | 4 × 200 m gyorsváltó | 8:41,21  | 8.       | 14.      |          |          |          | kiesett | kiesett  |
| Anzselika Szolovjova                                                             | 100 m hát            | 1:07,63  | 5.       | 44.      | kiesett  | kiesett  | kiesett  | kiesett | kiesett  |
| Olga Molcsanova                                                                  | 100 m mell           | 1:14,41  | 4.       | 34.      | kiesett  | kiesett  | kiesett  | kiesett | kiesett  |
| Olga Molcsanova                                                                  | 200 m mell           | 2:41,43  | 3.       | 33.      | kiesett  | kiesett  | kiesett  | kiesett | kiesett  |
| Alekszandra Zercalova                                                            | 200 m vegyes         | 2:24,09  | 2.       | 32.      | kiesett  | kiesett  | kiesett  | kiesett | kiesett  |
| Alekszandra Zercalova                                                            | 400 m vegyes         | 5:09,03  | 3.       | 27.      |          |          |          | kiesett | kiesett  |

* - egy másik versenyzővel azonos eredményt ért el

## Vívás
Férfi
| Versenyző            | Versenyszám       | Selejtező                  | 32-es főtábla              | Nyolcaddöntő      | Negyeddöntő       | Elődöntő          | Bronz- mérkőzés   | Döntő             | Helyezés |
| Versenyző            | Versenyszám       | Ellenfél Eredmény          | Ellenfél Eredmény          | Ellenfél Eredmény | Ellenfél Eredmény | Ellenfél Eredmény | Ellenfél Eredmény | Ellenfél Eredmény | Helyezés |
| -------------------- | ----------------- | -------------------------- | -------------------------- | ----------------- | ----------------- | ----------------- | ----------------- | ----------------- | -------- |
| Alekszandr Poddubnij | Párbajtőr, egyéni | Andrus Kajak (EST) · 15-13 | Iván Trevejo (CUB) · 10-15 | kiesett           | kiesett           | kiesett           | kiesett           | kiesett           | 32.      |